# Championnat d'Europe féminin de volley-ball des petits États 2015
Navigation
Malte 2013 ? 2017
La phase finale du 8e Championnat d'Europe de volley-ball féminin des petits États a lieu en juin 2015  à Schaan (Liechtenstein).

## Équipes présentes
| - Liechtenstein - Écosse - Irlande - Luxembourg - Irlande du Nord | - Îles Féroé - Islande - Malte - Chypre |

## Phase de poules
| Groupe A                                                 | Groupe B                                                     |
| -------------------------------------------------------- | ------------------------------------------------------------ |
| site : Perth Chypre Irlande Malte Irlande du Nord Écosse | site : Reykjavik Îles Féroé Islande Liechtenstein Luxembourg |

### Groupe A
| # | Équipe          | Pts | J | G | Gt | Pt | P | Sp | Sc | Ratio | Pp  | Pc  | Ratio |
| 1 | Chypre          | 12  | 4 | 4 | 0  | 0  | 0 | 12 | 2  | 6     | 344 | 207 | 1.662 |
| 2 | Écosse          | 9   | 4 | 3 | 0  | 0  | 1 | 10 | 3  | 3.333 | 308 | 214 | 1.439 |
| 3 | Malte           | 6   | 4 | 2 | 0  | 0  | 2 | 7  | 6  | 1.167 | 263 | 240 | 1.096 |
| 4 | Irlande du Nord | 3   | 4 | 1 | 0  | 0  | 3 | 3  | 10 | 0.3   | 193 | 320 | 0.603 |
| 5 | Irlande         | 0   | 4 | 0 | 0  | 0  | 4 | 1  | 12 | 0.083 | 194 | 321 | 0.604 |

### Groupe B
| # | Équipe        | Pts | J | G | Gt | Pt | P | Sp | Sc | Ratio | Pp  | Pc  | Ratio |
| 1 | Îles Féroé    | 9   | 3 | 3 | 0  | 0  | 0 | 9  | 2  | 4.5   | 260 | 198 | 1.313 |
| 2 | Luxembourg    | 6   | 3 | 2 | 0  | 0  | 1 | 7  | 3  | 2.333 | 250 | 218 | 1.147 |
| 3 | Islande       | 3   | 3 | 1 | 0  | 0  | 2 | 3  | 6  | 0.5   | 198 | 213 | 0.93  |
| 4 | Liechtenstein | 0   | 3 | 0 | 0  | 0  | 3 | 1  | 9  | 0.111 | 165 | 244 | 0.676 |

## Phase finale

### Équipes présentes
- Liechtenstein(Organisateur)
- Chypre (1er groupe A)
- Écosse (2e groupe A)
- Îles Féroé (1er groupe B)
- Luxembourg (2e groupe B)

### Matchs
| # | Équipe        | Pts | J | G | Gt | Pt | P | Sp | Sc | Ratio | Pp  | Pc  | Ratio |
| 1 | Chypre        | 10  | 4 | 2 | 2  | 0  | 0 | 12 | 5  | 2.4   | 377 | 318 | 1.186 |
| 2 | Écosse        | 9   | 4 | 2 | 1  | 1  | 0 | 11 | 5  | 2.2   | 345 | 292 | 1.182 |
| 3 | Luxembourg    | 5   | 4 | 1 | 1  | 0  | 2 | 7  | 8  | 0.875 | 301 | 340 | 0.885 |
| 4 | Îles Féroé    | 6   | 4 | 1 | 0  | 3  | 0 | 9  | 10 | 0.9   | 393 | 379 | 1.037 |
| 5 | Liechtenstein | 0   | 4 | 0 | 0  | 0  | 4 | 1  | 12 | 0.083 | 234 | 321 | 0.729 |

Le classement se fait en fonction des matchs gagnés puis en fonction du nombre de points.

## Classement final
| Place              | Équipe          |
| ------------------ | --------------- |
| Médaille d'or      | Chypre          |
| Médaille d'argent  | Écosse          |
| Médaille de bronze | Luxembourg      |
| 4                  | Îles Féroé      |
| 5                  | Liechtenstein   |
| 6                  | Malte           |
| 7                  | Islande         |
| 8                  | Irlande du Nord |
| 9                  | Irlande         |

## Distinctions individuelles
- MVP : Lynne Beattie
- Meilleure attaquante : Zoi Konstantopoulou
- Meilleure passeuse : Joanne Morgan
- Meilleure réceptionneuse-attaquante : Lynne Beattie
- Seconde meilleure réceptionneuse-attaquante : Sofia Purkhus
- Meilleure centrale : Katerina Zakchaiou
- Seconde meilleure centrale : Catherine Smy
- Meilleure libéro : Maryse Welsch